# Фактор Фелліні
«Фактор Фелліні» — український короткометражний фільм режисера Мирослави Хорошун.

## Про фільм
Комічний фільм про страхи студента кіношколи.